# Abtei Longchamp
Die Abtei Longchamp wurde 1256 von Isabella von Frankreich, einer Schwester des Königs Ludwig IX. der Heilige, westlich von Paris (heute innerhalb der Grenzen der Stadt) gegründet.
Isabella erhielt von ihrer Mutter eine strenge moralische und religiöse Erziehung, und so zeigte sie schon als Kind große Frömmigkeit. Im Jahr 1243 weigerte sie sich, Konrad von Hohenstaufen, den Sohn des Kaisers Friedrich II. zu heiraten und legte nach dem Tod ihrer Mutter (1252) ein Keuschheitsgelübde ab, das von Papst Innozenz IV. am 26. Mai 1254 bestätigt wurde. Sie beschloss, ihre Mitgift für die Gründung eines Klosters zu verwenden und wählte dafür als Standort ein Gelände am Rande des Waldes von Rouvray, dem damaligen königlichen Jagdgebiet. König Ludwig IX. erwarb für seine Schwester ein zwischen dem Wald und der Seine gelegenes langgestrecktes Feld (frz. long champ) und legte am 10. Juni 1256 den Grundstein der Klarissenabtei. Die Kosten für den im Jahr 1259 vollendeten Bau beliefen sich auf rund 30.000 Livres.
Am 3. Januar 1322 starb hier der König Philipp V.
Im 18. Jahrhundert lebte in dem Kloster die Nonne Marguerite Delamarre, die unter Zwang ins Kloster kam und später vor Gericht scheiterte, das Kloster legal verlassen zu können. Die Begebenheit inspirierte Denis Diderot letztlich zu seinem Roman „Die Nonne“.

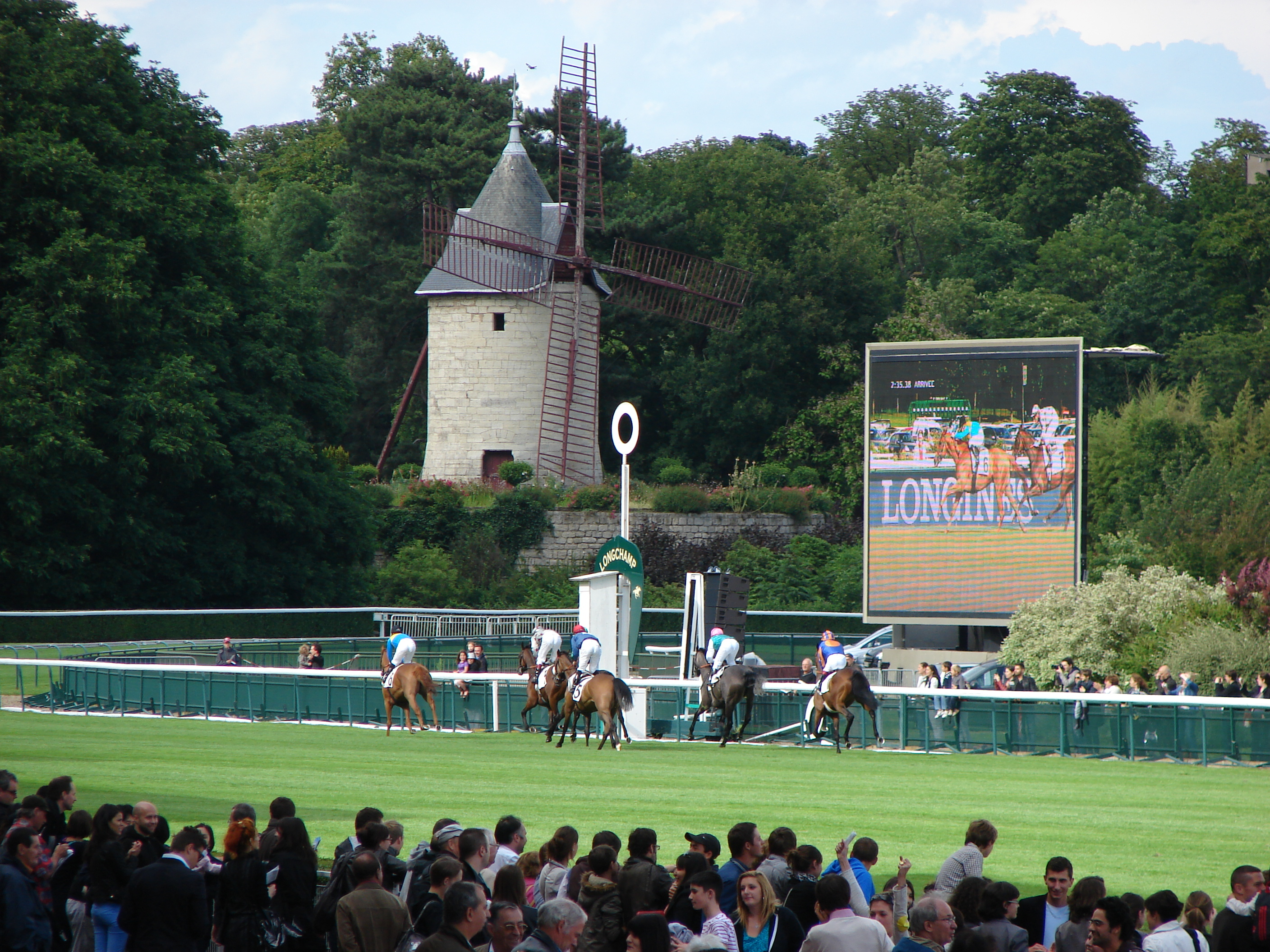
Mühle (1312) des ehemaligen Klosters Longchamp, heute Pumpstation. Daneben die Pferderennbahn Longchamp, 2012.

Während der Französischen Revolution wurde die Abtei 1794 zerstört. Heute befindet sich auf dem Gelände die Pferderennbahn Longchamp.